# Braida di Ronsecco
Braida (Brayda) di Ronsecco e Cornigliano je původem italská rodina, která se v 17. století usadila v českých zemích.

## Italský původ
Jedná se o rodinu původně z Piemontu, pojmenovanou podle panství Bra (ve střv. latině Brayda, slovo je langobardského původu a označuje pozemek sloužící k pastvě). Ve 13. století se rod přestěhoval na jih Itálie, když jistý Oddone de Brayda di Alba byl Karlem z Anjou vyslán do Neapole jako jeho vyslanec. Stal se tam baronem z Moliterna v Lukánii a jeho bratr Giovanni De Brayda pánem kalabrijského Bruzzana.
Besso di Brayda se oženil s Lukrécií, dědičkou hrabat di Ronsecco a přijal jejich jméno.

## Včeských zemích
Bessův syn Giovanni di Braida († 21. listopadu 1632 byl velkokancléřem a předsedou senátu v Piemontu za Karla Emanuela Savojského a měl 14 dětí, z nichž jeho tři synové (Jan, František a Julián) vstoupili do služeb rakouských Habsburků. Julián Braida byl císařským generálem, sňatkem získal majetky ve Slezsku. Dne 13. listopadu 1669 získal od císaře Leopolda I. inkolát v Čechách, na Moravě a ve Slezsku a hned poté, roku 1670, zakoupil panství Račice. V roce 1670 byl povýšen do stavu hrabat v dědičných zemích habsburských. Na Moravě rodina posléze vlastnila i další majetky: Morkovice, Šlapanice, Jiříkovice, Troubky, Bílá Lhota, Čekyně, Penčice, Zábeštní Lhota. Juliánův syn František Julián byl olomouckým světícím biskupem.
Rodinná hrobka Braidů je v drnovickém kostele.

## Osobnosti
- Julián (†1682), generální polní vachtmistr císařské armády
- Karel Antonín, brněnský krajský hejtman 1705–1706
- František Julián (1654–1729), světící biskup olomoucký
- Mořic (1802–1872), c. k. polní zbrojmistr, nejvyšší hofmistr arcivévody Albrechta
- Eugen (1813–1880), brněnský krajský hejtman 1855–1860

## Erb
Na modrém poli tři stříbrné krokve nad sebou. Nad štítem koruna markýzů. Heslo: BIEN FAIRE PASSE TOUT.